# Mount John University Observatory
Mount John University Observatory er New Zealands primære astronomiske observatorium. Det er beliggende 1.031 meter over havet, på toppen af Mount John i den nordlige ende af Mackenzie Basin på Sydøen i New Zealand. Der er fire teleskoper på stedet: to 0,6 m, en 1,0 m og en 1,8 m. Den nærmeste bebyggelse er feriebyen Lake Tekapo (med en befolkning mindre end 500).
Observatoriet drives af University of Canterbury, og er en del af projektet HERCULES (High Efficiency and Resolution Canterbury University Large Echelle Spectrograph).
Observatoriets største teleskop er 1,8 meter MOA-teleskopet (Microlensing Observations in Astrophysics), et spejlteleskop opbygget af japanske astronomer og opstillet i december 2004 som led i det fælles japansk-new zealandske MOA-projekt til undersøgelse af mørkt stof. Projektet ledes af professor Yasushi Muraki fra Nagoya University.

## Den mindste exoplanet
I juni 2008 blev det rapporteret ved mødet for American Astronomical Society at man ved hjælp af 1,8 m linsen havde fået øje på den mindste planet uden for vores solsystem. Planeten MOA-2007-BLG-192Lb er kun 3,3 gange større end Jorden og kredser om en lille stjerne 3000 lysår fra Jorden. Der er mulighed for, at planeten har en tyk atmosfære og et flydende hav på overfladen.